# Champion タップ!
『Champion タップ!』（チャンピオン タップ）は、日本の秋田書店のウェブコミック配信サイト。毎週木曜日更新。
2013年7月4日開設。以降、毎週木曜日に更新。連載作品の更新頻度は概ね1か月に1回程度。2018年7月10日に同社の『チャンピオンクロス』と統合され、新設された『マンガクロス』に掲載作品は移籍された。

## 掲載作品一覧
五十音順

### 終了時の連載作品
※ 終了日は、2018年7月5日時点の『Champion タップ!』での最終更新日。連載中の作品は『マンガクロス』で継続。
- おしえて。ポコ先生（水沢悦子）、2013年7月4日 - 2018年7月5日
- おひ釣りさま（とうじたつや）、2016年12月15日 - 2018年7月5日
- キミは俺の推しじゃない（浅田京麻）、2018年5月10日 - 2018年6月28日
- 闘え! 春巻（原作：浜岡賢次/漫画：やぎさわ景一）、2013年7月4日 - 2017年8月3日
- ネットで会って30分で結婚を決めた話 無理しない婚（れのれの）、2018年4月19日 - 2018年6月14日
- のの湯（釣巻和/原案協力：久住昌之）、2014年12月4日 - 2018年6月28日、※『もっと!』から移籍
- ベルリンは鐘（ニャロメロン）、2013年12月19日 - 2018年6月28日、※『週刊少年チャンピオン』と並行連載
- 魔法少女サイトSept（原作：佐藤健太郎/漫画：宗我部としのり）、2017年10月26日 - 2018年6月28日

#### 連載作品
- アルパカかあさん（三谷知子）、2014年1月23日 - 2015年7月9日
- 5つ数えれば君の夢（今日マチ子）、2014年2月20日 - 2014年6月26日
- イワとニキの新婚旅行（白井弓子）、2017年7月13日 - 2017年8月10日、※『ミステリーボニータ 』に掲載された作品をアンコール掲載した後、新作を発表予定
- ウチにテレビはありません（原作：オクショウ/漫画：井上菜摘）、2016年6月2日 - 2016年10月22日
- 宇宙怪人みずきちゃん（たばよう）、2013年7月4日 - 2015年1月15日
- 臆病の穴（史群アル仙）、2014年11月6日 - 2016年1月7日
- かごめかごめ（池辺葵）、2013年7月25日 - 2014年5月22日
- 神のごときミケランジェロさん（みのる）、2014年2月27日 - 2014年11月27日
- かるしうむ!（ストーリー・絵：てるてる法師 / 原案・監修：Deino）、2014年6月19日 - 2015年11月12日
- 君花さんのスイーツマッチ（石坂リューダイ）、2016年9月22日 - 2017年2月9日
- 空想少女（さと）、2014年10月30日 - 2015年9月3日、※『もっと!』から移籍
- 黒街 —クロマチ—（小池ノクト）、2014年1月16日 - 2016年10月6日
- 『国家の猫ムラヤマ』タップ! 出張版 文化庁チンアナゴ長官（カレー沢薫）、2013年8月22日 - 2014年8月15日
- さくらの園（ふみふみこ）、2013年7月11日 - 2015年8月13日
- 漣きっちん（松田松緒）、2013年12月26日 - 2014年5月8日
- サナギさん（施川ユウキ）、2013年7月11日 - 2016年4月21日
- 死にたくなるしょうもない日々が死にたくなるくらいしょうもなくて死ぬほど死にたくない日々（阿部共実）、2013年7月4日 - 2015年12月24日
- 史群アル仙のメンタルチップス〜不安障害とADHDの歩き方〜（史群アル仙）、2016年8月18日 - 2017年12月14日
- ジョンソンともゆきの『どうか忘れないで』（ジョンソンともゆき）、2015年6月1日 - 2015年9月6日
- ストロベリー・ゴー・ラウンド（カネタケ製菓）、2016年12月8日 - 2017年5月18日、※『プリンセスGOLD』から移籍
- 生徒会のゼウス様（百地）、2014年7月31日 - 2014年10月16日
- セツナフリック（今井大輔）、2017年7月27日 - 2017年11月30日
- 絶望男子と中国娘（理央）、2014年5月22日 - 2018年3月1日
- セブンきゅ〜ぶ（漫画：上月まんまる/原作：谷崎あきら(TARKUS)/監修：円谷プロ）、2013年7月4日 - 2014年9月18日
- それでも世界を崩すなら（陸野二二夫）、2014年10月23日 - 2015年6月25日、※『もっと!』から移籍
- 誰かの頼子（野干ツヅラ）、2015年8月27日 - 2015年12月3日
- つらみ相互感系 entangle（大岩ケンジ）、2013年7月25日 - 2014年4月24日
- 透明のココロ（琴葉とこ）、2013年7月18日 - 2014年12月4日
- 鳶田くんと須藤さん（理央）、2014年11月20日 - 2017年3月16日
- 凪のお暇（コナリミサト）、2017年1月26日 - 2018年4月12日、※番外編、『Eleganceイブ』連載作品のスピンオフ
- ナナ+イチ（阿崎桃子）、2017年3月16日 - 2017年10月19日
- ネットで会って30分で結婚を決めた話（れのれの）、2015年1月29日 - 2015年9月3日
- 花と嘘とマコト（あさの）、2014年6月26日 - 2014年12月11日
- フラグタイム（さと）、2013年7月17日 - 2014年9月25日
- 僕は犬（米代恭）、2014年2月6日 - 2014年8月7日
- HOTEL R.I.P.（西倉新久）、2016年9月29日 - 2017年12月7日
- ほぼ週刊みつどもえ（桜井のりお）、2014年7月17日 - 2016年6月2日
- 魔法少女サイト（佐藤健太郎）、2013年7月17日 - 2017年10月5日、※『週刊少年チャンピオン』に移籍
- 息子の嫁（忍）、2013年7月4日 - 2018年6月7日
- 私たちの部にはまだ名前がない。なので今決めている。（漫画：まるよ/投稿MC：倉富益二郎/投稿MC：三平×2）、2013年8月29日 - 2013年12月26日
- わっちゃんはふうりん（サメマチオ）、2013年8月29日 - 2014年8月28日
- 笑いのカイブツ（原作：ツチヤタカユキ/漫画：史群アル仙）、2017年4月27日 - 2018年2月22日

### 読み切り
- おとろし（カラスヤサトシ）
- こんかつちゅう（ひらいたけし）
- 小説版 弱虫ペダル 巻島・東堂 二人の約束（渡辺航/時海結以）
- セトウツミ（此元和津也）
- 9デイズワンダー 出張版 湯之介は見た！〜真夏のプールの怪〜（福井瞬/オオノヨウ）
- ハカイジュウ VS 魔法少女オブジエンド VS バーサスアース（本田真吾/佐藤健太郎/一智和智/渡辺義彦）
- ペーパーブレイバー（藤近小梅）
- ホロビクラブ（クール教信者）